# Tatar (Rawa Mazowiecka)
Tatar – historyczna część miasta Rawa Mazowiecka położona na południowy zachód od centrum, wzdłuż ulicy Tatar. Do 1924 odrębna miejscowość.

## Historia
Tatar to dawna osada rolna i osada fabryczna. Do 1924 należała do gminy Boguszyce w powiecie rawskim, początkowo w guberni piotrkowskiej, a od 1919 w woj. warszawskim. 
1 lipca 1924 Tatar włączono do Rawy Mazowieckiej.